# 沈季詮
沈季诠（?—?），字子平，唐朝洪州豫章（今江西省南昌市）人。
沈季诠年幼丧父，事奉母亲孝顺，从来没有和人争论过，都以为他胆怯。沈季诠说：“我胆怯吗？作为人子，可将忧虑留给亲人吗！”贞观年间，侍奉母亲渡江，遇到暴风，母亲溺死，沈季诠号哭投入江中，不久，抓着母亲的手臂浮出水面。洪州都督谢叔方具礼祭祀安葬其母子。

## 延伸阅读
[在维基数据编辑]
 《新唐書·卷195》，出自《新唐書》